# Unione Sportiva Anconitana 1980-1981
Questa voce raccoglie le informazioni riguardanti l'Unione Sportiva Anconitana nelle competizioni ufficiali della stagione 1980-1981.

## Rosa
| N. |                   | Ruolo | Calciatore           |
| -- | ----------------- | ----- | -------------------- |
|    | Italia (bandiera) | D     | Fabio Amadei         |
|    | Italia (bandiera) |       | Bedini               |
|    | Italia (bandiera) | C     | Giandomenico Carzoli |
|    | Italia (bandiera) | C     | Milko Consoli        |
|    | Italia (bandiera) | D     | Enzo D'Amico         |
|    | Italia (bandiera) | C     | Wagner Di Bartolomeo |
|    | Italia (bandiera) | A     | Paolo Ferro          |
|    | Italia (bandiera) | D     | Mario Garito         |
|    | Italia (bandiera) | D     | Marco Lelli          |
|    | Italia (bandiera) | D     | Arnaldo Magno        |

| N. |                   | Ruolo | Calciatore        |
| -- | ----------------- | ----- | ----------------- |
|    | Italia (bandiera) | D     | Lorenzo Piccinini |
|    | Italia (bandiera) | P     | Enrico Pionetti   |
|    | Italia (bandiera) | A     | Stefano Pizzi     |
|    | Italia (bandiera) | C     | Adolfo Ruggeri    |
|    | Italia (bandiera) | C     | Arduino Sigarini  |
|    | Italia (bandiera) | P     | Sergio Spuri      |
|    | Italia (bandiera) | A     | Corrado Tamalio   |
|    | Italia (bandiera) | A     | Claudio Trevisan  |
|    | Italia (bandiera) | C     | Sauro Trillini    |
|    | Italia (bandiera) | D     | Sandro Vincenzi   |

## Risultati

### Campionato

#### Girone di andata
| 28 settembre 1980 1ª giornata | Monselice | 1 – 3 | Anconitana |  |

| 19 ottobre 1980 2ª giornata | Mira | 1 – 0 | Anconitana |  |

| 9 novembre 1980 3ª giornata | Cattolica | 0 – 0 | Anconitana |  |

| 30 novembre 1980 4ª giornata | Anconitana | 1 – 1 | Lanciano |  |

| 21 dicembre 1980 5ª giornata | Teramo | 1 – 1 | Anconitana |  |

| 18 gennaio 1981 6ª giornata | Anconitana | 0 – 1 | Conegliano |  |

| 5 ottobre 1980 7ª giornata | Anconitana | 0 – 0 | Pordenone |  |

| 26 ottobre 1980 8ª giornata | Anconitana | 3 – 0 | Città di Castello |  |

| 16 novembre 1980 9ª giornata | Anconitana | 0 – 0 | Venezia |  |

| 7 dicembre 1980 10ª giornata | Maceratese | 2 – 1 | Anconitana |  |

| 4 gennaio 1981 11ª giornata | Anconitana | 1 – 0 | Adriese |  |

| 25 gennaio 1981 12ª giornata | Padova | 3 – 1 | Anconitana |  |

| 12 ottobre 1980 13ª giornata | Anconitana | 1 – 1 | Civitanovese |  |

| 2 novembre 1980 14ª giornata | Vis Pesaro | 0 – 2 | Anconitana |  |

| 23 novembre 1980 15ª giornata | Chieti | 2 – 0 | Anconitana |  |

| 14 dicembre 1980 16ª giornata | Anconitana | 1 – 0 | Osimana |  |

| 11 gennaio 1981 17ª giornata | Mestre | 2 – 0 | Anconitana |  |

#### Girone di ritorno
| 1º febbraio 1981 18ª giornata | Anconitana | 2 – 0 | Monselice |  |

| 22 febbraio 1981 19ª giornata | Anconitana | 1 – 1 | Mira |  |

| 15 marzo 1981 20ª giornata | Anconitana | 1 – 1 | Cattolica |  |

| 12 aprile 1981 21ª giornata | Lanciano | 1 – 0 | Anconitana |  |

| 10 maggio 1981 22ª giornata | Anconitana | 1 – 0 | Teramo |  |

| 31 maggio 1981 23ª giornata | Conegliano | 2 – 1 | Anconitana |  |

| 8 febbraio 1981 24ª giornata | Pordenone | 1 – 0 | Anconitana |  |

| 1º marzo 1981 25ª giornata | Città di Castello | 1 – 1 | Anconitana |  |

| 29 marzo 1981 26ª giornata | Venezia | 1 – 1 | Anconitana |  |

| 26 aprile 1981 27ª giornata | Anconitana | 0 – 0 | Maceratese |  |

| 17 maggio 1981 28ª giornata | Adriese | 0 – 0 | Anconitana |  |

| 6 giugno 1981 29ª giornata | Anconitana | 1 – 1 | Padova |  |

| 15 febbraio 1981 30ª giornata | Civitanovese | 2 – 0 | Anconitana |  |

| 8 marzo 1981 31ª giornata | Anconitana | 2 – 1 | Vis Pesaro |  |

| 5 aprile 1981 32ª giornata | Anconitana | 0 – 1 | Chieti |  |

| 3 maggio 1981 33ª giornata | Osimana | 4 – 2 | Anconitana |  |

| 24 maggio 1981 34ª giornata | Anconitana | 1 – 1 | Mestre |  |